# Burg Hohenheim
Die Burg Hohenheim ist eine abgegangene mittelalterliche Burg in Hohenheim, einem Stadtteil der Landeshauptstadt Stuttgart in Baden-Württemberg. Die Anlage war der Stammsitz des Geschlechts der Bombasten von Hohenheim, dessen bekanntester Angehöriger der Arzt und Philosoph Paracelsus war. Die Burgstelle befand sich etwa an dem Ort des heutigen Schlosses Hohenheim.

## Geschichte
Der erste Angehörige der Familie erscheint mit Egilolf von Hohenheim im Hirsauer Codex. Egilolf vermachte um das Jahr 1120 Gütern bei Hohenheim und Riedenberg an das Kloster Hirsau. Um 1270 wurde Konrad von Hohenheim in Akten des Klosters Herrenalb genannt, der als erster der Familie den Beinamen Bombast trug.
Zu Beginn des 15. Jahrhunderts waren die Herren von Hohenheim genannt Bombast noch im Besitz von Burg und Dorf Hohenheim, jedoch verkauften die Bombasten ihre Stammburg vor 1420 an Heinrich Pfähler. Dieser vermachte  die Burg 1424 seinen Neffen Albrecht, Dietrich und Hans Spät, welche das Anwesen schon 1432 für 3000 Gulden an das den Esslinger Spital verkauften. Die Burg geriet in Abgang und wurde im Dreißigjährigen Krieg (1618 bis 1648) endgültig zerstört. An ihrer Stelle entstand eine Hofstelle. In Unterlagen des Spitals aus dem Jahr 1660 ist von einem Hof mit einer ehemaligen Burg und Wassergraben die Rede. 1676 veräußerte das Spital den Hof an den kaiserlichen Oberproviant-Commissär Immanuel Garb, der das Anwesen in ein barockes Schlösschen umwandelte und in Garbenhof umbenannte. Nach Garbs Tode ging das Schlösschen an dessen Tochter, die mit dem Obristen von Dehl verheiratet war. Anschließend kam das Anwesen an dessen Sohn, den Hauptmann Adam Friedrich von Dehl. Dieser starb 1764 ohne Nachkommen. Auf ihn folgte der Regierungsrat Georg Friedrich Thill. Nach dem Tode dessen ebenfalls kinderlosen Frau zog Herzog Carl Eugen 1768 das Schlösschen als erledigtes Lehen ein. Der Herzog ließ das Anwesen 1785 abreißen, um Platz für das Schloss Hohenheim zu schaffen. Die Nachfahren Immanuel Garbs wurden von Carl Eugen für den Verlust des Schlösschens finanziell entschädigt. Carl Eugen ließ seine Mätresse Franziska zur Gräfin von Hohenheim erheben und verlieh ihr das Wappen der erloschenen Bombasten von Hohenheim.
In den 1970er Jahren kamen bei Ausgrabungen Reste der Burg zum Vorschein.